# Slušni sustav
Slušni sustav je naziv za osjetilni sustav organa čija je glavna zadaća osjet sluha.
Sastoji je od uha, slušnog živca i dijelova središnjeg živčanog sustava koji su uključeni u osjet sluha. 

## Uho
Uho je glavni organ osjetila sluha i ravnoteže. Uho se dijeli na vanjsko, srednje i unutarnje uho.
Zučni podražaji iz okoline prenose se vanjskim uhom do kostiju srednjeg uha, preko bubnjića. Kosti srednjeg uha, dalje zvuk prenose na pužnicu u unutarnjem uhu.
U pužnici (dvostruko zavijena koštana cijev) smješten je Cortijev slušni organ, koji "prevodi" zvuk tako da mehaničko titranje dlačica posebnih osjetnih stanica, te stanice pretvaraju u električni impuls (akcijski potencijal) koji se dalje neuronima zvučnog živca prenosi u središnji živčani sustav.

## Središnji slušni sustav
Središnji slušni sustav je dio slušnog sustava koji je smješten u središnjem živčanom sustavu i sastoji se od određenih struktura (jezgara) u moždanom deblu, talamusu i moždanoj kori, gdje se nalaze tijela neurona koji svojim aksonima (koji čine pojedine snopove) prenose signale, pristigle iz unutarnjeg uha putem slušnog živca.
Neuroni središnjeg slušnog sustav povezani su s ostalima sustavima u središnjem živčanom sustavu, tako da razne funkcije središnjeg živčanog sustava mogu utjecati na osjet sluha.
Primarna slušna moždana kora je prvi dio moždane kore koji prima zvučni signal, a nalazi se u 
sljepoočnom režnju velikog mozga. 